# Ophiacantha funebris
Ophiacantha funebris är en ormstjärneart som först beskrevs av Jean Baptiste François René Koehler 1930.  Ophiacantha funebris ingår i släktet Ophiacantha och familjen knotterormstjärnor. Inga underarter finns listade i Catalogue of Life.